# Folcmar
Folcmar († 18. Juli 969) war von 965 bis 969 Erzbischof des Erzbistums Köln.

## Leben
Die Herkunft von Folcmar, gelegentlich auch Folcmarus, Volcmarus oder Folkmar genannt, ist nicht vollständig geklärt. Er scheint aber ein Sohn des Grafen von Harzgau Friedrich II. und seiner Frau Bia zu sein. Er wird jedoch oft als Schüler seines Vorgängers Erzbischofs Brun genannt. Folcmar war vor seiner Erhebung zum Erzbischof von Köln Domherr zu Hildesheim, Domherr zu Köln und Propst zu Bonn. Um die Jahreswende 965/966 erhielt Folcmar von Kaiser Otto I. das Erzbistum Köln. Folcmar starb am 18. Juli 969, sein Nachfolger wurde der bekannte Erzbischof Gero.